# Samuel Reardon
Samuel Reardon (Beckenham, 30 ottobre 2003) è un velocista britannico.

## Carriera
Nato a Beckenham, in Inghilterra, ha vinto la sua prima gara a livello nazionale, degli 800 metri piani, nel febbraio del 2020, all'età di diciassette anni.
Dal 2021, invece, rappresenta la nazionale di atletica leggera della Gran Bretagna, con cui partecipa agli Europei under 20 del 2021 a Tallinn, in Estonia, classificandosi primo nella staffetta 4×400 metri e ottenendo la medaglia d'oro. L'anno seguente, invece, partecipa ai Mondiali indoor, sempre nella staffetta 4×400 metri: all'età di diciotto anni è il membro più giovane della sua squadra, che si classifica però all'ultimo posto. Inoltre, ai Mondiali under 20 dello stesso anno ottiene il quinto posto negli 800 metri piani e il quarto nella staffetta 4×400 metri.
Nel febbraio 2023 vince una nuova medaglia d'oro a livello nazionale e partecipa agli Europei, nella staffetta 4×400 metri metri, classificandosi quinto insieme al resto del team. Sempre nel 2023 compete negli Europei under 23 ad Espoo, in Finlandia, in cui nella staffetta vince la medaglia di bronzo e negli 800m si classifica alla finale, stabilendo anche il suo nuovo record personale (1:45"95).
A gennaio del 2024, però, subisce uno stiramento al tendine del ginocchio, che lo costringe ad astenersi per alcuni mesi dallo svolgere attività sportiva. Partecipa poi ai Giochi olimpici del 2024 a Parigi, in Francia, in sostituzione dell'infortunato connazionale Charlie Carvell: vince una doppia medaglia di bronzo, nella staffetta 4×400 metri mista e nella staffetta 4×400 metri maschile.

## Palmarès
| Anno                                  | Manifestazione    | Sede     | Evento                         | Risultato | Prestazione | Note                                             |
| ------------------------------------- | ----------------- | -------- | ------------------------------ | --------- | ----------- | ------------------------------------------------ |
| In rappresentanza della Gran Bretagna |                   |          |                                |           |             |                                                  |
| 2021                                  | Europei under 20  | Tallinn  | Staffetta 4×400 metri          | Oro       | 3'05"25     | Miglior prestazione mondiale stagionale under 20 |
| 2022                                  | Mondiali indoor   | Belgrado | Staffetta 4×400 metri maschile | 6º        | 3'08"30     | Miglior prestazione personale stagionale         |
| 2022                                  | Mondiali under 20 | Cali     | 800 metri piani                | 5º        | 1'48"33     |                                                  |
| 2022                                  | Mondiali under 20 | Cali     | Staffetta 4×400 metri          | 4º        | 3'21"03     | Miglior prestazione personale stagionale         |
| 2023                                  | Europei indoor    | Istanbul | Staffetta 4×400 metri maschile | 5º        | 3'08"61     | Miglior prestazione personale stagionale         |
| 2023                                  | Europei under 23  | Espoo    | Staffetta 4×400 metri          | Bronzo    | 3'03"12     | Miglior prestazione personale stagionale         |
| 2024                                  | Giochi olimpici   | Parigi   | Staffetta 4×400 metri mista    | Bronzo    | 3'08"01     | Record nazionale                                 |
| 2024                                  | Giochi olimpici   | Parigi   | Staffetta 4×400 metri maschile | Bronzo    | 2'55"83     | Record europeo                                   |

## Campionati nazionali
- 2 volte campione ai campionati nazionali britannici
- 1 volta campione ai London Anniversary Games

2020
- Oro ai campionati nazionali britannici, 800 metri piani - 2'01"42

2023
- Oro ai campionati nazionali britannici, 400 metri piani - 46"96

2024
- Oro ai London Anniversary Games, 400 metri piani - 44"70

## Altre competizioni internazionali
2025
- Oro ai Campionati europei a squadre di atletica leggera ( Madrid), 400 m piani - 44"60
- Bronzo ai Campionati europei a squadre di atletica leggera ( Madrid), 4x400 m mista - 3'09"66